# Göntérháza
 Göntérháza (szlovénül: Genterovci) szlovéniai magyarok lakta falu Szlovéniában a Muravidéken. Közigazgatásilag Lendva községhez tartozik.

## Fekvése
Muraszombattól 20 km-re keletre, Lendvától 8 km-re északnyugatra, Rédicstől 4 km-re nyugatra,  a Bukovnica-patak bal partján, közvetlenül a magyar határ mellett fekszik.

## Története
A település első írásos említése 1381-ben "Pred. Guntherhaza" néven történt. 1524-ben "Villa Gentherhaza" néven szerepel. Az alsólendvai uradalom részeként még 1323-ban az alsólendvai Bánffy családból való alsó-lendvai Bánffy Miklósnak adta birtokba Károly Róbert király. 1644-ig a család kihalásáig volt a Bánffyak birtoka. Ezután a Nádasdy család birtoka lett. 1690- ben Eszterházy nádor több más valaha Bánffy-birtokkal együtt megvásárolta. Ezután végig a család birtoka maradt.
Vályi András szerint "GÖNTÉRHÁZA. vagy Göntzháza. Magyar falu Posony Vármegyében, földes Ura Hert. Eszterházy Uraság, lakosai katolikusok, fekszik Somorjához fél mértföldnyire. Határja meglehetős termékenységű, egy részét a’ szomszéd folyó víz szokta el önteni, réttye, legelője jó, el adásra megletős módgya, második Osztálybéli."
Fényes Elek szerint "Göntérháza, magyar falu, Zala vmegyében, 191 kath. lak. F. u. h. Eszterházy. Ut. p. A. Lendva."

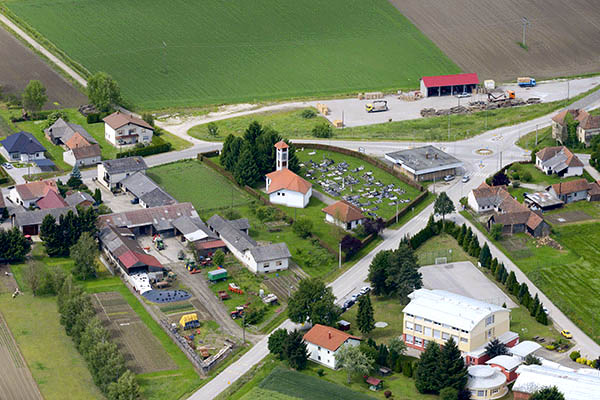
Légi fotó

1910-ben 417, túlnyomórészt magyar lakosa volt.
Közigazgatásilag Zala vármegye Alsólendvai járásának része volt. 1919-ben a Szerb–Horvát–Szlovén Királysághoz csatolták, amely tíz évvel később vette fel a Jugoszlávia nevet. 1941-ben a Muramentét a magyar hadsereg visszafoglalta és 1945-ig ismét Magyarország része volt, majd a második világháború befejezése után ismét jugoszláv kézbe került. 1991 óta a független Szlovén Köztársaság része. 2002-ben 206 lakosa volt.
A Rédics felé vezető 8 kilométeres közúti kapcsolat visszaállítására 2014. október 14-én került sor.

## Nevezetességei
- Haranglába a 19. század utolsó negyedében épült.
- Kulturális emlék egy, a 20. század elején épített parasztház.